# Ecser
Ecser est un village de 3 252 habitants, dans le comté de Pest, Hongrie, près de Budapest.

## Situation
Ecser (prononcé /ètchèr/) a également un nom slovaque : Ečer, et abrite une minorité slovaque. Il est situé au sud-est de Budapest, près de l'aéroport international de Ferihegy. Les communes limitrophes sont Maglód, Vecsés, Gyömrő et Üllő. L'autoroute M0 conduit près du village. Le village est situé sur la ligne de chemin de fer 120a (Budapest-Szolnok-Újszász).

## Histoire
Le premier document mentionnant Ecser est daté du 15 décembre 1315, mais le village existait déjà dès 896, à l'arrivée des Hongrois. Selon une légende, le nom du village lui a été donné par le Grand Prince des tribus hongroises Árpád. Lorsqu'il demanda quel était le nom de cette localité, où il s'était arrêté pour prendre un peu de repos, la population locale ne put le lui indiquer, et Árpád dit : « Vous appellerez cet endroit du nom de ce chêne (hongrois cser) ». Le village s'éteignit durant la domination turque ottomane(1526-1686), surtout après le siège de Buda, qui se trouvait à proximité. Les premiers habitants ne sont arrivés qu'en 1699. Il y eut 11 soldats de Ecser engagés dans la guerre de Rákóczi pour l'indépendance (1703-1711). Au début des années 1700, le propriétaire du village, le comte Antal Grassalkovich, y fit installer des Slovaques.

## À noter
Le seul monument du village est l'église catholique romaine, de 1740.
Une danse folklorique bien connue porte le nom de « Noces à Ecser » (Ecseri lakodalmas).
Les armes du village portent l'église, la danse folklorique et le chêne, ses trois signes les plus distinctifs.

## Liens externes

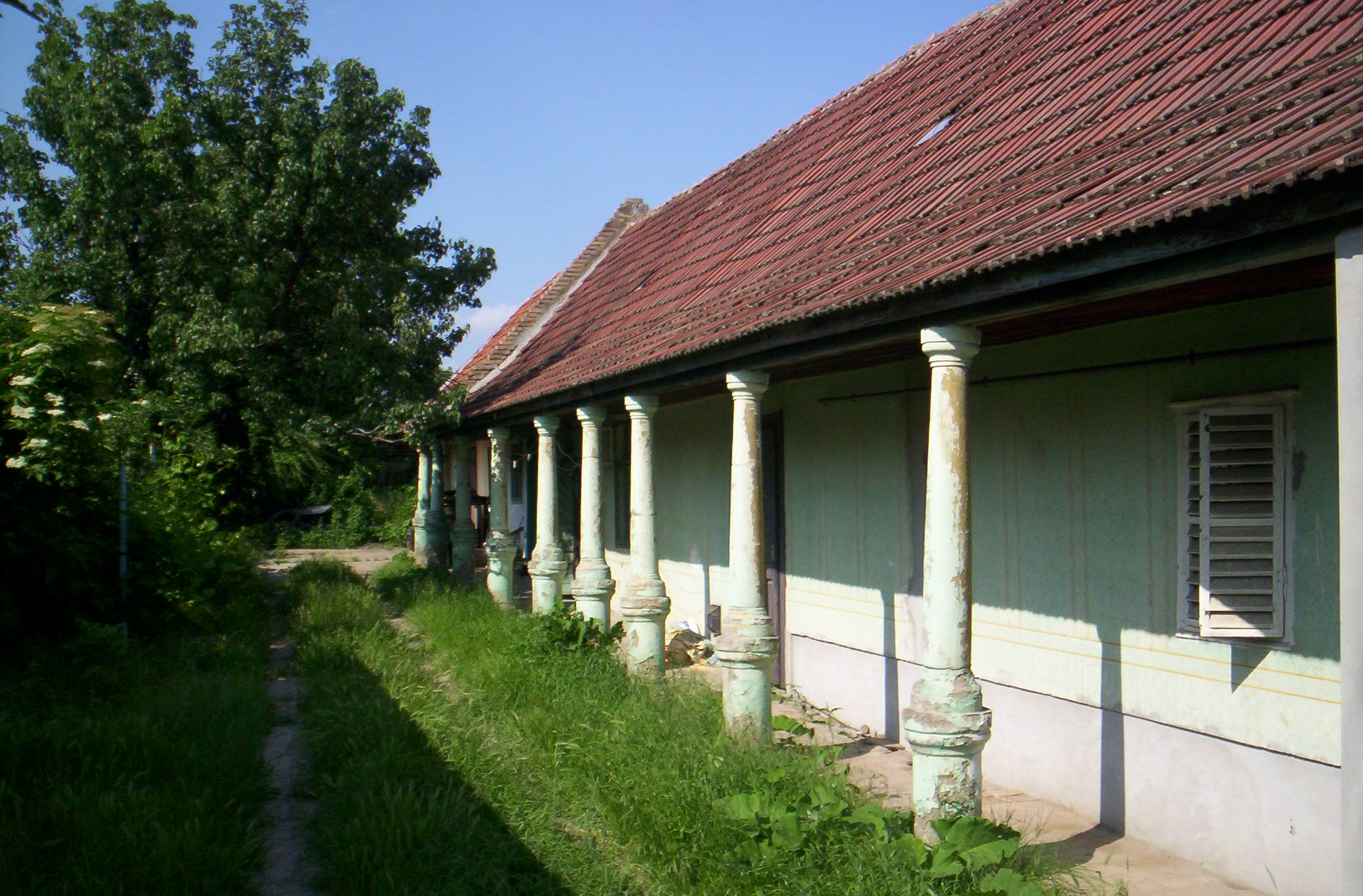
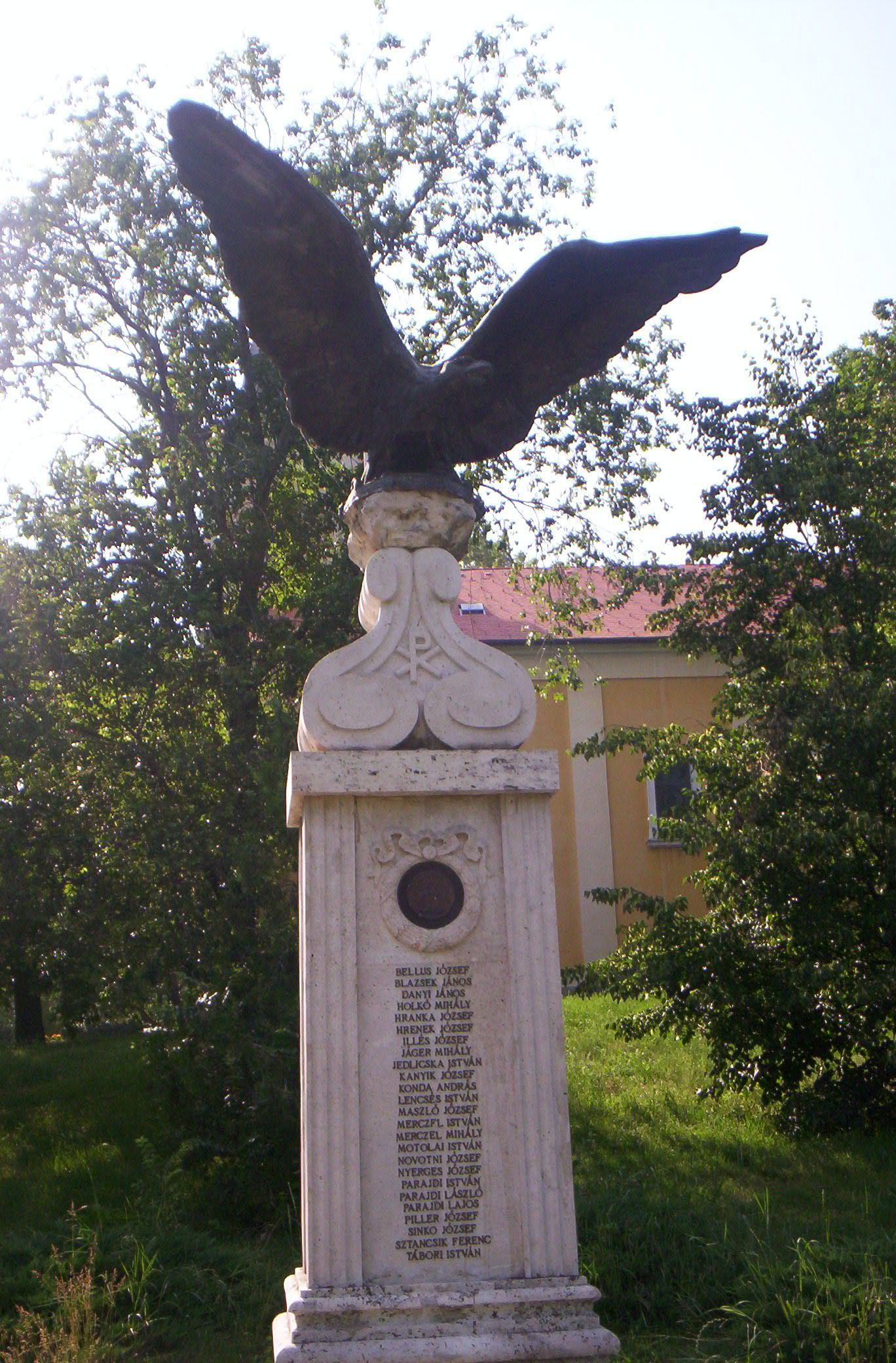

## Villes jumelées avec Ecser
- Zlaté Klasy (Slovaquie)
- Kumbağ (tr) (Turquie)